# رفيقة قلبك، جيسيكا سوهو
رفيقة قلبك، جيسيكا سوهو (بالتاغالوغية: Kapuso Mo, Jessica Soho)‏ هو برنامج مجلة إخبارية تلفزيونية فلبينية تبثه جي إم أي الشبكة. استضافته جيسيكا سوهو، تم عرضه لأول مرة في 7 نوفمبر 2004 على خط الشبكة مساء الأحد.

## روابط خارجية
- رفيقة قلبك، جيسيكا سوهو على موقع IMDb (الإنجليزية)
- رفيقة قلبك، جيسيكا سوهو على موقع قاعدة بيانات الفيلم (الإنجليزية)